# Fäbodtjärnen (Skogs socken, Hälsingland, 677899-156460)
Fäbodtjärnen är en sjö i Söderhamns kommun i Hälsingland och ingår i Ljusnan-Skärjåns kustområde. Sjön har en area på 0,209 kvadratkilometer och ligger 47,1 meter över havet. Sjön avvattnas av vattendraget Fallängesån.

## Delavrinningsområde
Fäbodtjärnen ingår i det delavrinningsområde (677892-156410) som SMHI kallar för Utloppet av Fäbodtjärnen. Medelhöjden är 50 meter över havet och ytan är 1,06 kvadratkilometer. Räknas de 2 avrinningsområdena uppströms in blir den ackumulerade arean 15,84 kvadratkilometer. Fallängesån som avvattnar avrinningsområdet har biflödesordning 3, vilket innebär att vattnet flödar genom totalt 3 vattendrag innan det når havet efter 12 kilometer. Avrinningsområdet består mestadels av skog (78 procent). Avrinningsområdet har 0,21 kvadratkilometer vattenytor vilket ger det en sjöprocent på 19,6 procent.